# Lycisca amazonica
Lycisca amazonica är en stekelart som beskrevs av Per Abraham Roman 1920. Lycisca amazonica ingår i släktet Lycisca och familjen puppglanssteklar.
Artens utbredningsområde är:
- Colombia.
- Costa Rica.
- Nicaragua.
- Peru.

Inga underarter finns listade i Catalogue of Life.